# Dekanat Bielsko-Biała II – Stare Bielsko
Dekanat Bielsko-Biała II – Stare Bielsko – dekanat katolicki wchodzący w skład diecezji bielsko-żywieckiej, w którego skład wchodzi 9 parafii.

## Historia
Dekanat powstał w 1992 w wyniku reorganizacji dekanalnej nowej diecezji bielsko-żywieckiej. 1 stycznia 2015 do dekanatu przeniesiono parafię w Wapienicy ze zlikwidowanego dekanatu Bielsko-Biała IV.

## Przełożeni
- Dziekan: ks. Stanisław Wawrzyńczyk
- Wicedziekan: ks. Piotr Borgosz
- Ojciec duchowny: o. Kazimierz Trojan SJ[2]
- Duszpasterz Służby Liturgicznej: ks. Piotr Iwanek
- Dekanalny Wizytator Katechizacji: ks. Piotr Leśniak
- Dekanalny Duszpasterz Rodzin: ks. Zygmunt Siemianowski
- Dekanalny Duszpasterz Młodzieży: ks. Maciej Godzieszka

## Parafie
- Bielsko-Biała (Stare Bielsko): Parafia św. Stanisława Biskupa i Męczennika
- Bielsko-Biała (Kamienica): Parafia św. Małgorzaty
- Bielsko-Biała (Aleksandrowice): Parafia św. Maksymiliana Kolbego
- Bielsko-Biała (Mikuszowice Śląskie): Parafia NMP Królowej Świata
- Bielsko-Biała (Osiedle Karpackie): Parafia Jezusa Chrystusa Odkupiciela Człowieka
- Bielsko-Biała (Osiedle Polskich Skrzydeł): Parafia św. Pawła Apostoła
- Bielsko-Biała (Olszówka): Parafia św. Andrzeja Boboli
- Bielsko-Biała-Wapienica: Parafia św. Franciszka z Asyżu
- Bystra Śląska: Parafia Wniebowzięcia NMP